# Vickers Viscount
Pour les articles homonymes, voir Vickers (homonymie) et Viscount.
Dimensions
Le Vickers Viscount était un avion britannique moyen-courrier à turbopropulseurs lancé en 1948 par Vickers-Armstrong, ce qui en fait le pionnier du genre. Il fut l'une des plus grandes réussites commerciales pour un avion de ligne d'après-guerre, avec 445 exemplaires produits. Particulièrement apprécié par les passagers pour son silence, sa rapidité et l'absence de vibrations, il était également doté de hublots de grande taille pour un appareil commercial.

## Conception et développement

### Type 630
La conception du Vickers Viscount débuta en 1943 lors de la Commission Brabazon, destinée à évaluer les besoins futurs du marché britannique après la Seconde Guerre mondiale. Cette dernière projetait le lancement d'un appareil de taille moyenne, pressurisé, pouvant transporter 24 passagers sur 2 800 km à 320 km/h. British European Airways (BEA) fut impliquée dans la conception, et demanda notamment l'augmentation du nombre de sièges à 32.
Vickers préconisa l'utilisation de turbopropulseurs plutôt que des moteurs à pistons conventionnels, jugeant ces derniers sans avenir.
La Commission Brabazon ne fut pas convaincue par ce choix, et décida de scinder le projet en deux : un avion (appelé Type IIA, le futur Airspeed Ambassador) utiliserait des moteurs à pistons, tandis que le Type IIB serait doté de turbopropulseurs. Vickers remporta ainsi l'appel d'offres pour la production du Type IIB.
L'étude du Vickers Type 630 fut achevée au site de Brooklands par le chef de projet Rex Pierson et son équipe en 1945, qui présentèrent un appareil de 32 places, motorisé par quatre Rolls-Royce Dart pour une vitesse de croisière de 450 km/h. La construction de deux prototypes fut ordonnée en mars 1946, et la production débuta aussitôt. Initialement appelé « Viceroy » (Vice-Roi), il fut rebaptisé « Viscount » (Vicomte), en raison de la déclaration de l'indépendance de l'Inde en 1947. Le projet fut remanié pour remplacer les Rolls-Royce Dart par des Armstrong Siddeley Mamba, des turbopropulseurs à turbines à gaz. Cette modification fut ajournée en raison de la difficulté de mise au point des prototypes.
Le premier prototype effectua son premier vol le 16 juillet 1948, tandis que le second fut équipé de deux turboréacteurs Rolls-Royce Tay en lieu et place des moteurs Dart.
Le premier prototype reçut un certificat de navigabilité restreint le 15 septembre 1949, suivi du certificat proprement dit le 27 juillet 1950. L'avion fut livré à BEA dès le lendemain, afin de familiariser les pilotes et le personnel au sol aux nouveaux avions. Toutefois, la conception de l'appareil fut décriée, dont la vitesse de croisière trop faible (450 km/h) et le manque de puissance général rendaient les coûts d'exploitation trop élevés pour le service commercial.

### Type 700
Les concepteurs se penchèrent alors à nouveau sur le projet, et présentèrent ainsi un appareil dénommé Type 700, doté de 48 à 53 places pour une vitesse de croisière de près de 500 km/h. Le nouveau prototype vola pour la première fois le 28 août 1950. British European Airways (BEA) commanda 20 exemplaires, et bientôt des commandes vinrent de nombreuses compagnies. Le premier exemplaire fut livré à BEA en janvier 1953, et effectua son premier service commercial au mois d'avril, le premier pour un appareil à turbopropulseurs.

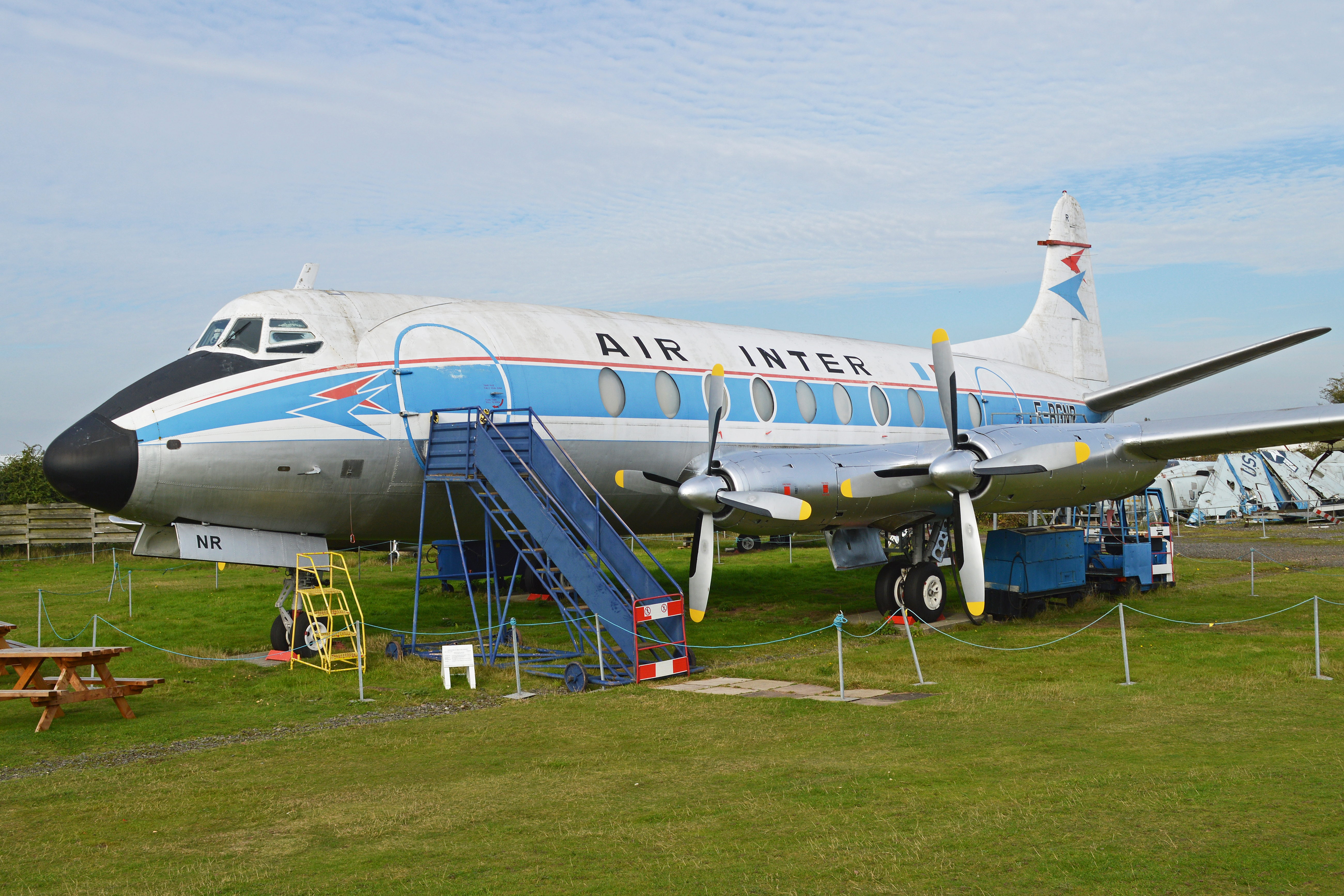
Vickers Viscount Type 708 ex Air France et Air Inter exposé au Midland Air Museum à Coventry.

Trois ans plus tard, le Viscount fut salué pour avoir effectué un parcours de presque 20 000 kilomètres entre Londres et Christchurch, en Nouvelle-Zélande, à la vitesse moyenne de 515 km/h, devançant de plus de neuf heures son plus proche rival. Le Viscount entra alors en service à la compagnie néo-zélandaise National Airways Corporation (en).

### Types 724 et 800
Le Type 724 fut conçu à partir du Type 700, en utilisant des moteurs plus puissants, un nouveau système d'alimentation en carburant et inaugura un pilotage à deux.
La dernière modification notable de l'appareil fut le lancement du Type 800 Super Viscount, allongé de 1,20 m pour porter la capacité à 71 places. Des portes d'accès plus larges et plus carrées furent installées.
Il fut quelque temps question de modifier le fuselage, et ce projet fut mené à part pour devenir le Vickers Vanguard. Les derniers Viscount furent construits en 1964 pour le compte de la compagnie chinoise CAAC, qui constitua une commande de six exemplaires.

## Historique d'exploitation

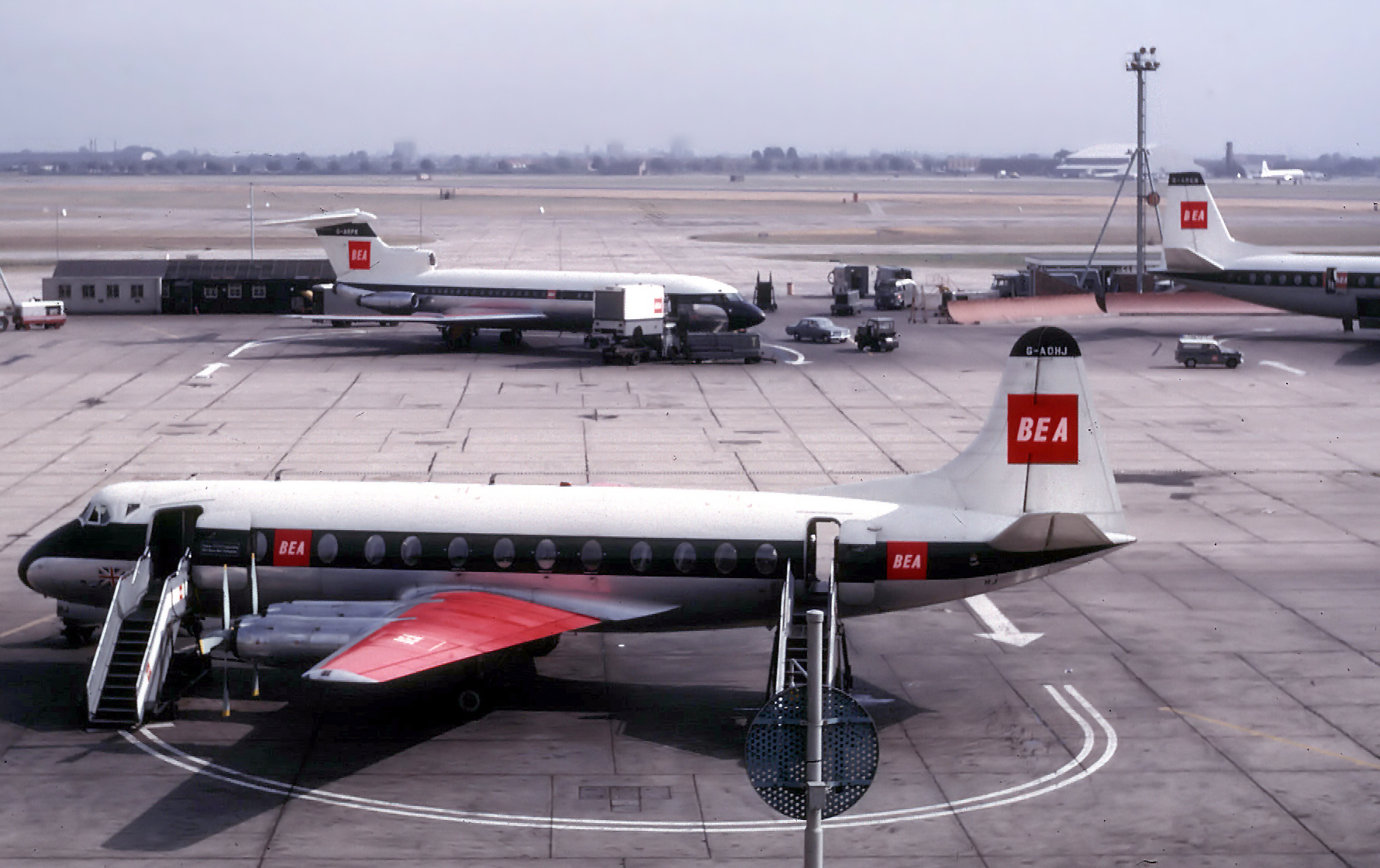
Un Vickers Viscount type 802 de British European Airways à l'aéroport de Londres-Heathrow en 1964. Derrière lui un Hawker-Siddeley Trident et à droite un Vickers Vanguard tous deux de la BEA.

Des exemplaires de l'appareil continuèrent à voler successivement chez BEA et British Airways jusqu'au début de l'année 1985, date à laquelle ils furent vendus à British United Air Ferries (devenu British World). Finalement, à cause du très grand nombre d'écrasements (160 accidents sur un total de 450 avions, ce qui en fait un record mondial[réf. nécessaire]), cet avion britannique fut abandonné par les Britanniques en Europe et vendu en Afrique. Le dernier Viscount britannique fut vendu en Afrique, où cinq exemplaires demeuraient encore en activité en juin 2007.
Un appareil de Type 700 est cependant toujours maintenu en état de fonctionnement dans un musée aux États-Unis.

## Sources
- (en) Cet article est partiellement ou en totalité issu de l’article de Wikipédia en anglais intitulé « Vickers Viscount » (voir la liste des auteurs).